# Den svenska myllan
Den svenska myllan är ett historiskt frågespel, som utkom 2010. Ämnet är svensk historia från forntiden till 2000-talet. Kategorierna är: Forntiden, Medeltiden, 1500-talet, 1600-talet, 1700-talet, 1800-talet och 1900-talet. Spelplanen är utformad med tre ringar, och stenarna (spelpjäserna) drivs successivt mot mittenpunkten. 
Tur, slutledningsförmåga och skicklighet hjälper spelarna genom frågor som (enligt presentationen) handlar om ”Smeder, knypplerskor, krigare och mördare, roddarmadamer, buntmakare, bondkomiker, uppﬁnnare, kanalbyggare, envisa bönder, avlatsbrevskrämare, runristare, glada träpatroner i Hudiksvall, japaner i Jokkmokk, narrar och bälgpipare, asagudar och offerkast, skålgropar, norrländska molltoner på nyckelharpor, mirakel i Södertälje, tassemarker, hämndlystna medeltidsfurstar, makalösa slott och pörtestugor, drottningar, kungar, grevar och baroner, slaktare, kloka gummor, herrans under, rottingar och hartassar, djävulskap, rumlare och fyllon, skampålar, hajskinn, svek och trohet, hemligheter och mycket mer...”
Frågepaketet innehåller 7245 frågor. 